# Fessia greilhuberi
Fessia greilhuberi är en sparrisväxtart som först beskrevs av Franz Speta, och fick sitt nu gällande namn av Franz Speta. Fessia greilhuberi ingår i släktet Fessia och familjen sparrisväxter. Inga underarter finns listade i Catalogue of Life.